# Gilbert Scorsolio
Gilbert Scorsolio (ur. 21 lipca 1932 w Monako) – monakijski strzelec, olimpijczyk.
Dwukrotny olimpijczyk (IO 1960, IO 1968). Na igrzyskach w Rzymie odpadł w eliminacjach, zajmując 61. miejsce w karabinie małokalibrowym w trzech postawach z 50 m. Podczas igrzysk w Meksyku zajął przedostatnie 85. miejsce w karabinie małokalibrowym leżąc z 50 m.

## Wyniki

### Igrzyska olimpijskie
| Igrzyska    | Konkurencja                               | Wynik                        | Miejsce | Źródło |
| ----------- | ----------------------------------------- | ---------------------------- | ------- | ------ |
| Rzym 1960   | Karabin małokalibrowy, trzy postawy, 50 m | 516 pkt. (184–174–158)       | 61      | [ 1 ]  |
| Meksyk 1968 | Karabin małokalibrowy leżąc, 50 m         | 573 pkt. (98–95–98–95–94–93) | 85      | [ 2 ]  |